# Acupalpus canadensis
Acupalpus canadensis (лат.) — вид жуков рода Acupalpus из семейства жужелиц. Канада, США.

## Описание
Обитает в низинах на границах эвтрофных болот, на заболоченных границах прудов, озёр и медленных рек; влажные луга. Открытый или затенённый грунт; слабо дренированная, мягкая, влажная, глинистая или илистая почва, богатая органическими остатками, покрытая густой растительностью. Ведёт ночной образ жизни; днём укрывается в завалах. Сезонность: январь, март-сентябрь, ноябрь-декабрь. Имаго зимуют на более высоких и сухих местах, на опушках лесов и на вершинах песчаных дюн; в листовой подстилке и гнилых брёвнах. Способность к рассеиванию: макроптерный, часто летает (в сумерках; при искусственном освещении, в неволе). Умеренный бегун, изредка лазает (по растениям). Вид был впервые описан в 1924 году американским энтомологом Томасом Линкольном Кейси (1857—1925).